# Присенко Михайло Олександрович
Присенко Михайло Олександрович (Нар. 9 вересня 1943р. в с. Ново-Ніжинка Семіозерного району Кустанайської області, Казахстан). Кандидат технічних наук, доцент, Заслужений працівник освіти України, член-кореспондент Академії прикладної радіоелектроніки Білорусі, Росії та України. Державний службовець 4 рангу. Відповідальний секретар Міжгалузевої республіканської акредитаційної комісії України (1992—1996рр.). Автор та перший координатор від України міжнародної Програми TACIS Європейського союзу «Акредитація закладів освіти України» (1994—1996рр.).
Керівник від України декількох проектів міжнародної Програми TACIS Європейського союзу «Інституційне удосконалення державної служби та організації професійного навчання державних службовців» (1998—2001рр.)
Коло наукових інтересів: автоматизація технологічних процесів, приладобудування; менеджмент в галузях: освіта, наука, державне управління в частині розроблення організаційних та методологічних концептуальних засад запровадження і дії систем ліцензування та акредитації навчальних закладів України, стандартизації та моніторингу якості вищої освіти, підготовки кадрів державного управління та державної служби.

## З біографії
Народився 9 вересня 1943р. в с. Ново-Ніжинка Семіозерного району Кустанайської області (Казахстан), де сім'я знаходилася в евакуації. В 1944р. батьки переїздять до зруйнованого, нещодавно звільненого Києва.
Трудову діяльність розпочав з 1957р. учнем Київського технікуму легкої промисловості, поєднуючи навчання з роботою на взуттєвих підприємствах м. Києва. В 1961—1963рр.— за направленням працює майстром зміни 4-го Державного шкіряного заводу в м. Васильків Київської області.
В 1963—1979рр. з перервою на трирічну строкову службу в армії— студент, на час навчання лаборант і потім: інженер, старший науковий співробітник, в/о начальника Студентського проектно-конструкторського технологічного бюро (СПКТБ), аспірант (з відривом від виробництва) кафедри автоматизації Київського технологічного інституту легкої промисловості (КТІЛП). В липні 1981р. захистив дисертацію на здобуття наукового степеню кандидата технічних наук. Спеціальність 05.11.13— Прилади та пристрої контролю речовин, матеріалів і виробів. В 1983—1985рр.- завідувач Галузевої науково-дослідної лабораторії давачів вологості та приладів контролю Мінлегпрому СРСР при КТІЛП.
В 1979—1983рр.— заступник начальника, а протягом 1985—1992рр.— начальник відділу, заступник начальника Головного управління науково-дослідних робіт Мінвузу УРСР.
В 1992—1996рр.— начальник відділу, заступник начальника Головного управління акредитації закладів освіти Міносвіти України, відповідальний секретар Міжгалузевої республіканської акредитаційної комісії України. Очолював перші експертні комісії з акредитації Національного технічного університету «КПІ», Державного університету «Львівська політехніка», Донецького державного технічного університету, Національного університету «Києво-Могилянська академія», Харківського технічного університету радіоелектроніки та багатьох інших вищих навчальних закладів України як державної, так і приватної форм власності.
В 1996—2002рр.— заступник начальника, з 1997р.— начальник управління підготовки та підвищення кваліфікації державних службовців Головного управління державної служби України. З 2002р. і до виходу на пенсію— начальник управління підготовки наукових та науково-педагогічних кадрів Академії державного управління при Президентові України, заступник голови фахової ради з державного управління Державної акредитаційної комісії України.
В 2003—2012рр. після виходу на пенсію— доцент в Науково-методичному центрі вищої освіти та у його правонаступнику, Інституті інноваційних технологій і змісту освіти МОН України— завідувач сектора, начальник відділу стандартизації та моніторингу якості вищої освіти Відділення змісту вищої освіти, заступник голови науково-методичної комісії Науково-методичної ради МОН України з специфічних категорій підготовки. Входив до складу іншої комісії ради— з державного управління.
Сумісно з основною роботою у 1972—2002рр. здійснював науково-педагогічну діяльність на кафедрі автоматизації КТІЛП, де за цей час пройшов шлях від студента-лаборанта СПКТБ до професора. У вересні 1990 року отримав вчене звання доцента. На штатну посаду професора був обраний за конкурсом та викладав за нею у 1994—2002рр.

## Творчий доробок
Автор та співавтор 106 наукових та науково-методичних праць, в тому числі 7 навчальних посібників, 3 монографій, 15 винаходів, 7 звітів з виконання науково-дослідних госпдоговірних робіт, 7 галузевих стандартів вищої освіти, а також 23 проектів нормативно-правових актів з питань освіти, науки та державної служби**, що введені в дію розпорядженнями і Указами Президента України, постановами Уряду та відомчими наказами.

## Вибрані праці
- Скрипник Ю. О., Присенко М. О., ДубровнийВ.О. Проектування засобів вимірювання з періодичним порівнянням: книга 1— Структура і похибки; книга 2— Проектування засобів вимірювання з періодичним порівнянням. Вимірювання співвідношень фізичних величин; книга 3— Проектування засобів вимірювання з періодичним порівнянням. Вимірювання із зрівноважуючим перетворенням / Навчапьний посібник ; Міносвіти України,— К.: 1997.— 754 с.,— тир.1000 прим. (http://zavantag.com/docs/2305/index-448019.html [Архівовано 27 лютого 2017 у Wayback Machine.]; http://aspirantura.org.ua/katalog_kniga_Ukraina_Rossiya_text/skripnik-yuriy-oleksiyovich--prisenko-mihaylo-oleksandrovich--dubrovniy-viktor-opanasovich--proektuvannya-zasobiv-vimiryuvannya-z-periodichnim-porivnyannyam--navch--posib--dlya-stud--vish--n_81303.html%5Bнедоступне+посилання+з+липня+2019%5D)

- Проектування засобів вимірювання з періодичним порівнянням [Текст]: навч. посіб. для студ. вищ. навч. закл. / Ю.О.Скрипник, М.О.Присенко, В.О.Дубровний ; Київ. нац. ун-т технологій та дизайну.— К. : КНУТД,— Кн. 3 [перевид.]: Вимірювання із зрівноважуючим перетворенням.— 2008.— 266 с. : іл.— Бібліогр. : с. 254—261 (141 назва).— ISBN 966-8134-48-6 : ББК З22я73-1 + З960.7я73 (http://korolenko.kharkov.com/cgi-bin/wcatalog/irbis?LNG=&Z21ID=&I21DBN=IBIS_PRINT&P21DBN=IBIS&S21STN=1&S21REF=&S21FMT=fullw_print&C21COM=S&S21CNR=&S21P01=0&S21P02=0&S21P03=S=&S21STR=Измерительные%20системы%5Bнедоступне+посилання%5D)

- Скрипник Ю. А., Присенко М. О., ХімічоваА.І. Автоматичні терморезистивні перетворювачі фізичних величин / Навч. посібник.— К.: ІСДО,— 1994.— с. 132.— тир.1000 прим.— УДК 62-791.2/035.5/,— ISBN 5— 7763— 1890— 4

- Способ измерения слабоконцентрированных растворов: а. с. N 851234 СССР, МКИ C01-N27/02, / М.А.Присенко, Ю.А.Скрипник, Г.М.Кабыш и В.И.Распопчук (СССР).— №2645726/18-25, заявл. 17.07.1979; опубл. 30.07.1981, Бюл.— N 28 (http://patents.su/4-851234-konduktometricheskijj-sposob-izmereniyaslabo-koncentrirovannykh-pactbopob.html)

- Способ определения концентраций бинарных технических растворов: а.с. №894538 СССР, МКИ G01-N27/52 / М.А.Присенко, Ю.А.Скрипник., А.И.Кравченко и B.И. Водотовка (СССР),— №2783919/18-25, заявл. 22.06.1979; опубл. 30.12.1981, Бюл.— N 48 (http://patents.su/4-894538-sposob-opredeleniya-koncentracii-binarnykh-tekhnicheskikh-rastvorov.html [Архівовано 8 листопада 2019 у Wayback Machine.])

- Устройство для измерения малых концентраций растворов: а.с. N 914977, МКИ G01-N23/24 / М.А.Присенко, Ю.А.Скрипник, B.И. Водотовка (СССР),— №2775433/18-09, заявл. 05.06.1979; опубл. 23.03.1982, Бюл.— N 11

- ПрисенкоМ.О. Система акредитації вищих навчальних закладів в Україні: реалії становлення, проблеми дії та розвитку // Проблеми освіти [Текст]: Наук.-метод. зб. Вип. 45. Болонський процес в Україні. Ч. 1 / Ред кол.: В.Г.Кремень (гол. ред.); М.Ф.Степко, Л.М.Левківський, І.А.Шелест та ін. ; Міністерство освіти і науки України, Науково-методичний центр вищої освіти.— К. : «Знання», 2005.— 192 с.— С .125-138.— ISBN 966-346-126-8 : (http://korolenko.kharkov.com/cgi-bin/wcatalog/irbis?LNG=&Z21ID=&I21DBN=IBIS_PRINT&P21DBN=IBIS&S21STN=1&S21REF=&S21FMT=FULLW_print&C21COM=S&S21CNR=500&S21P01=0&S21P02=1&S21P03=A=&S21STR=Кремень,%20Василь%20Григорович%5Bнедоступне+посилання%5D)

- Присенко М.О. Зарубіжний досвід і деякі проблемні питання дії акредитаційних процедур та рейтингування вищих навчальних закладів в Україні // Проблеми освіти [Текст]: Наук.-метод. зб. Вип. 46. Болонський процес в Україні. Ч. 2 / Ред кол.: В.Г.Кремень (гол. ред.); М.Ф.Степко, Л.М.Левківський, І.А.Шелест та ін. ; Міністерство освіти і науки України, Науково-методичний центр вищої освіти.— К. : НМЦ ВО, 2005.- 200 с.– С.150-157.- ISBN 966-346-143-8: (http://e-catalog.mk.ua/cgi/base_moba/cgiirbis_64.exe?LNG=&Z21ID=&I21DBN=NPB&P21DBN=NPB&S21STN=1&S21REF=&S21FMT=fullwebr&C21COM=S&S21CNR=&S21P01=0&S21P02=1&S21P03=A=&S21STR=Манако,%20А%5Bнедоступне+посилання+з+вересня+2019%5D.)

- Развитие системы образования в Украине в 1995—2004 годах: Нац. докл. [Текст] / К.М.Левковский, В.Л.Петренко, П.Б.Полянский, М.А.Присенко, М.Ф.Степко, В.В.Супрун; Под ред. С.Н.Николаенко ; М-во образования и науки Украины.— К. : Освіта України, 2005.— 88 с. : ил., табл. (http://books.zntu.edu.ua/book_info.pl?id=72145 [Архівовано 7 березня 2016 у Wayback Machine.] ; http://library.odmu.edu.ua/catalog/39307)

- ПрисенкоМ.О. Проблеми становлення та розвитку стандартизації вищої освіти в Україні // Проблеми освіти: Наук. зб. /Кол. авт.— К.: Інститут інноваційних технологій і змісту освіти МОН України, 2007.— Вип.54. Спецвипуск 1— 103 с.— С. 10-26.

(http://uchebana5.ru/cont/3045245-pall.html [Архівовано 19 квітня 2016 у Wayback Machine.] ;
http://konesh.ru/1-nacionalena-sistema-standartiv-vishoyi-osviti-problemi-s.html [Архівовано 23 березня 2017 у Wayback Machine.])
- Методичні рекомендації з розроблення складових галузевих стандартів вищої освіти (компетентнісний підхід) // Укладачі: В.Л.Гуло, К.М.Левківський, Л.О.Котоловець, Н.І.Тимошенко, В.П.Погребняк, А.В.Гончарова, М.О.Присенко, М.В.Симонова, Н.В.Крошко; Інститут інноваційних технологій і змісту освіти Міністерства освіти і науки України,— К. : ІІТЗО, 2013.— с.89. (https://docviewer.yandex.ua/?url=http%3A%2F%2Fwww.zoology.dp.ua%2Fwp-content%2Fdownloads%2FNMK%2FMetodica.doc&name=Metodica.doc&lang=uk&c=56cb0d9814d1)
- Присенко М.О. Стандартизація вищої освіти: реформи та їх наслідки // Журнал Вища школа [Текст] : наук.-практ. вид./ М-во освіти і науки України. - К. : Знання, - 2016,  - №9, - С.9-26, - ISSN 1682-2366. (http://lib.academy.gov.ua/cgi-bin/irbis64r_13/cgiirbis_64.exe?LNG=uk&Z21ID=&I21DBN=DB2&P21DBN=DB2&S21STN=1&S21REF=&S21FMT=fullwebr&C21COM=S&S21CNR=20&S21P01=0&S21P02=0&S21LOG=1&S21P03=K=&S21STR=компетентнісний%20підхід)

- Оболенський О. Ю., Присенко М. О., ГриненкоВ.В. Концептуальні основи формування професійнио-кваліфікаційних характеристик державних службовців. // Державне управління, державна служба і місцеве самоврядування [гл. 9] / монографія / В.К.Андрушко, В.М.Баранчук, В.М.Бодрух [та ін.] ; за заг. ред. О.Ю.Оболенського.— Хмельницький: Поділля, 1999. тир.1000 прим.- 570 с.— ISBN 966-7158-39-Х (https://web.archive.org/web/20160318190824/http://lib.academy.gov.ua/ISAPI/irbis64r_opak71/cgiirbis_64.dll)

- ПрисенкоМ.О. Управління системою навчання державних службовців. Стан, проблеми, розвиток. // Управлінські аспекти державної служби [Розділ 3.1.]: монографія / Голов. упр. держ. служби України ; К.П.Будаєва, Ю.Є.Вечір, І.І.Гапон [та ін.] ; за заг. ред. В.А.Рач.— Луганськ: Вид-во СНУ, 2000.— 155 с.— С. 89-103. Бібліогр.: с. 147—153.— ISBN 966-590-065-X: Б.ц. (https://web.archive.org/web/20160318190824/http://lib.academy.gov.ua/ISAPI/irbis64r_opak71/cgiirbis_64.dll)

- Присенко М. О., ГриненкоВ.В. Зміст та основні вимоги до професійних програм підвищення кваліфікації державних службовців. // Актуальні проблеми підвищення кваліфікації державних службовців України [Текст]: матеріали наук.-практ. конф., м. Київ, 19-20 верес. 1996р. / Укр. Акад. держ. упр. при Президентові України, Ін-т підвищ. кваліфікації керів. кадрів ; редкол.: В.І.Луговий (кер.), В.М.Князєв, П.С.Назимко та ін.— К. : Вид-во УАДУ, 1996.— 168 с.— (https://web.archive.org/web/20160318190824/http://lib.academy.gov.ua/ISAPI/irbis64r_opak71/cgiirbis_64.dll)

## Окремі доповіді на конференціях
1. Об использовании модулированых обратных связей для повышения точности измерительных устройств / М.А.Присенко, Ю.А.Скрипник // Структурные методы повышения точности измерительных устройств и систем: Республ. науч.-техн. конф. (18-20 окт. 1972 г, Житомир).: сб. докл. / Киевская книжн. типогр.5,— К. 1972.— с.212.— тир.500 екз.
2. Кондуктометрический дифференциально-термический метод измерения концентраций веществ в слабо концентрированных рас творах / М.А.Присенко // Применение информационно измерительных систем при эксплуатации авиационной техники: Республ. науч.-техн. конф. (20-22 ноября 1979 г., г. Киев): тез. докл. / Ред-изд. отд. КИИГА,— К., 1979.— с.94.— 550 екз.
3. Контроль качества охлаждающих жидкостей для энергетических установок / Ю.А.Скрипник, М.А.Присенко, К.Л.Шевченко // Устройства преобразования информации для контроля и управления в энергетике: III Республ. науч.-техн. конф. (26-28 октября 1988 г., г. Харьков): тез. докл. / ХПИ,— Харьков, 1988.— с.255
4. Акредитація закладів освіти як саморегуляція на загальнонаціональному, регіональному, муніципальному рівнях, безпосередньо в закладах освіти / М.О.Присенко // Порівняльний аналіз сучасних систем вищої освіти: науков. конф. (25 травня 1995р., Нац. ун-т «Києво-Могилянська Академія», м. Київ)): тез. доп. / НУКМА,— К., 1995.— с.43
5. Розвиток системи акредитації післядипломної освіти / М.О.Присенко // Шляхи розвитку та вдосконалення системи післядипломної освіти: Всеукраїн. наук-практ. конф. (24–25 лист. 1994р., м. Київ): тез. доп в 2-х ч. / МО України, УІПКККО,— К., 1995.- тир. 200 прим. (http://www.ukrreferat.com/index.php?referat=56774&pg=4)
6. Якість вищої освіти у контексті Болонського процесу / М.О.Присенко // Проблеми підготовки фахівців з інтелектуальної власності, інформаційно-аналітичної та інноваційної діяльності в Україні: IX: Всеукраїн. наук-практ. конф. (13-15 травня 2009р., м. Київ): матер. конф. / Державний інститут інтелектуальної власності,— К., 2009.— с.198.— С. 148—158 .– УДК 37:001.12/.18
7. Проблемні питання забезпечення якості освіти у реформуванні вищої школи на сучасному етапі / М.О.Присенко // Проблеми підготовки фахівців з інтелектуальної власності, інформаційно-аналітичної та інноваційної діяльності в Україні: XI Всеукраїн. наук-практ. конф. (21-22 квітня 2011р., м. Київ): матер. конф. / Інститут інтелектуальної власності Національного університету «Одеська юридична академія» в м. Києві,— К., 2011.— с.376., С. 245—259.— УДК 37:001.12/.18

## Окремі проекти нормативно-правових актів з питань освіти, науки та державної служби **
1. Порядок запровадження акредитації вищих навчальних закладів України // Наказ Міністерства освіти України №157 від 20.10.1992р. «Про основні документи з акредитації вищих навчальних закладів», Додаток 3/ Зб. законодавч. та норм. актів про освіту. Вип. І. : Упорядн. К.Е.Жолковський, С.І.Лисенко. Відп. за випуск В.В.Сокол.— К.: МОН України, 1994.— С.306–319.
2. Положення про порядок створення, реорганізації та ліквідації навчально-виховних закладів. Постанова Кабінету Міністрів України 5 квітня 1994р. №228 // ЗП України.— 1994.- №8. (http://zakon3.rada.gov.ua/laws/show/228-94-п [Архівовано 5 грудня 2016 у Wayback Machine.]) 
3. Про центри підвищення кваліфікації державних службовців і керівників державних підприємств, установ і організацій // Кабінет Міністрів України, постанова від 19 лютого 1996р. №224; (http://zakon5.rada.gov.ua/laws/show/224-96-п [Архівовано 17 березня 2017 у Wayback Machine.])
4. Положення про систему підготовки, перепідготовки та підвищення кваліфікації державних службовців // Кабінет Міністрів України, постанова №167 від 8 лютого 1997р.: Офіційний вісник України— 1997р., №7, стор. 57, код акту 209/0/1997; (http://zakon5.rada.gov.ua/laws/show/167-97-п [Архівовано 13 березня 2017 у Wayback Machine.])
5. Положення про працевлаштування випускників вищих навчальних закладів, які навчалися на умовах державного контракту за освітньо-професійними програмами підготовки магістрів державного управління // Кабінет Міністрів України, постанова №949 від 1 вересня 1997р.: Урядовий кур'єр від 18.09.1997; Офіційний вісник України від 17.09.1997— 1997р., №36, стор. 10, код акту 3596/1997; (http://zakon5.rada.gov.ua/laws/show/949-97-п/print1456149716238572)
6. Про Комплексну програму підготовки державних службовців // Указ Президента України №1212 від 9 листопада 2000р.: Урядовий кур'єр від 06.12.2000— №227; Офіційний вісник України від 01.12.2000— 2000р., №46, стор. 43, стаття 1982, код акту 17138/2000; (http://zakon5.rada.gov.ua/laws/show/1212/2000/page2 [Архівовано 18 вересня 2017 у Wayback Machine.])

## Досягнення
1. Нагороджено бронзовою медаллю ВДНГ СРСР (1974р.) за розроблення «Автоматизованої системи управління технологічним процесом первинної переробки винограду» на базі СПКТБ КТІЛП(у) і впровадження її на заводі винрадгоспу «Золоте поле» (Крим)— у 1969—1973рр.
2. Нагороджено третьою премією та дипломом за результатами II туру Республіканського конкурсу 1985 року на найкращі науково-дослідні роботи Мінаузу УРСР, виконані у вищих навчальних закладах, за роботу по темі «Исследование методов повышения точности контроля технологических параметров при производстве синтетических кож // Отчет по научно-исследовательской теме N 930. Науч. руков. Присенко М. А., заведующий и кол. исполн. Отраслевой научно-исследовательской лаборатории датчиков влажности и приборов контроля Минлегпрома СССР при Киевском технологическом институте лёгкой промышленности; К.:— КТИЛП, 1983.— Гос. рег. N 01.830.030435, УДК67592.01.53.087.92.»
3. Присвоєно четвертий ранг державного службовця (12 грудня 2002р.)

## Нагороди та відзнаки
- Почесне звання «Заслужений працівник освіти України» (Указ Президента України №26, 16.01.2009р.),
- Почесна грамота Кабінету Міністрів України (№14986, 23.04.2008р.),
- Відзнака МОН України «Відмінник освіти», (2003р.),
- Відзнака Головдержслужби України «За сумлінну працю», (№76, 1999р.),
- Відзнаки міського голови м. Києва (у 2000р. та 2003р.),
- Знак и диплом «За лучшую научно-исследовательскую работу» Минвуза УССР (постановление Министерства высшего и среднего специального образования УССР и Украинского республиканского комитета профсоюза работников просвещения и научных учреждений (постановление Минвуза УССР №3133, 26.11.1985р.)).
- Медаль «Ветеран труда» (30.11.1989р.).
- Бронзовая медаль ВДНХ СССР за научно-конструкторскую разработку (№727н, 1974р.)

## джерела
Указ Президента України №26/2009 від 16.01.2009: Про відзначення державними нагородами України.
Публікації документа: Урядовий кур'єр від 04.02.2009— №19; Офіційний вісник Президента України від 05.02.2009— 2009р., №4, стор. 17, стаття 131 (http://zakon4.rada.gov.ua/laws/show/26/2009 [Архівовано 4 березня 2016 у Wayback Machine.])
Про присвоєння Присенку М. О. четвертого рангу державного службовця // Кабінет Міністрів України, постанова №1879 від 12 грудня 2002р.; (http://zakon5.rada.gov.ua/laws/show/1870-2002-п/print1456149716238572)
Літопис вищих навчальних закладів. Випускники КНУТД 2005 (книга перша) / Автор-упорядник Болгов В. В., Видавництво ВАТ «Поліграфкнига», ISBN 966-8411-37-4, Київ, 2005,— 256 с. (http://who-is-who.ua/main/page/knutd2005/156/192 [Архівовано 26 серпня 2019 у Wayback Machine.])
Сторінки історії Київського національного університету технологій та дизайну: у 2 кн.— К. : Світ Успіху, 2005, Кн. 2, т. 2 / В.М.Урбанський, О.І.Волков, В.В.Кострицький [та ін.].— 2010.— 613, [2] с. : іл., табл., портр.— На авантитулі: Імена славних сучасників.— Бібліогр. в підрядк. прим.— Імен. покажч.: с.609—612.— 2 000 пр.— ISBN 978-966-8352-47-8 (у паліт.).— [2011-11278] УДК 378.6:67](477-25)(091) ББК 74.58г(4Укр-2К) С82